# Церква Святої Великомучениці Параскеви П'ятниці (Дорофіївка)
Церква святої великомучениці Параскеви П'ятниці в Дорофіївці — парафія і храм Підволочиського благочиння Тернопільської єпархії Православної церкви України в селі Дорофіївка Тернопільського району Тернопільської области.

## Історія церкви
Наприкінці села знаходився храм святої великомучениці Параскеви П'ятниці, збудований у 1786 році. Його настоятелем був священник із сусіднього села Староміщина. Під час Першої світової війни церква згоріла.
У 1938 році жителі села збудували новий кам'яний храм у центрі.
У 1958 році церкву поштукатурили та пофарбували, а у 1992 році, за настоятеля о. Семеона Лісничука, розписали всередині вдруге.
У 2008 році за кошти парафіян та за фінансової підтримки ТОВ «Збруч» на чолі з директором М. Чубатюком було перекрито дах храму. Хрест для церкви придбав О. Івашук, декан факультету ТНЕУ та вихідець із цього села.

## Парохи
- о. М. Патрило (1938—1940),
- о. Ярмось (1940—?),
- о. Семеон Лісничук,
- о. Іван Нагуляк (з 1997).